# Golf van Panama

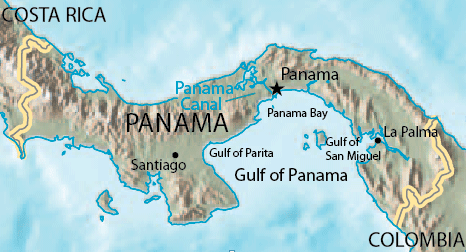
De Golf van Panama

De Golf van Panama is een golf in de Grote Oceaan, bij de zuidkust van Panama. De maximale breedte is 250 kilometer, de maximale diepte 220 meter en de golf heeft een oppervlakte van 2400 vierkante kilometer. Het Panamakanaal verbindt de Golf van Panama met de Caribische Zee en de Atlantische Oceaan. In de Golf van Panama liggen nog de Golf van San Miguel, Golf van Parita en de Baai van Panama.
In het gebied zijn een paar eilanden en een paar belangrijke havens, zoals Panama-Stad.
In de golf bevindt zich de eilandengroep genaamd Pareleilanden.